# Hôpital pour enfants Okhmatdyt
L'hôpital pour enfants Okhmatdyt (en ukrainien : Охматдит, acronyme de охорона материнства та дитинства, « protection de la maternité et de l’enfance ») est situé à Kiev dans le raïon de Chevtchenko.

## Historique
Il est ouvert en 1891 par la municipalité et créé par l'architecte Volodymyr Nikolaiev, en 1893. Alexandre III l'approuvait et lui donnait le nom de son fils Nicolas. Il est développé en 1894 par le philanthrope Nikolai Terechtchenko.
Le 23 octobre 2003, Ioury Ivanovitch Gladouch fait adopter l'acronyme Okhmatdyt pour le nommer.
Une partie des bâtiments est classé numéro : 80-391-1420.
Le 8 juillet 2024, une attaque massive de missiles sur l'Ukraine a eu lieu et les locaux de l'hôpital ont souffert d’une frappe de missile russe, où plus de 60 % de l’établissement a été détruit,,.

## Principales activités
C'est le plus grand hôpital pédiatrique d'Ukraine, il possède sept cent vingt lits. Transplantation d'organes, de moelle osseuse, oncologie.

## Galerie d'images

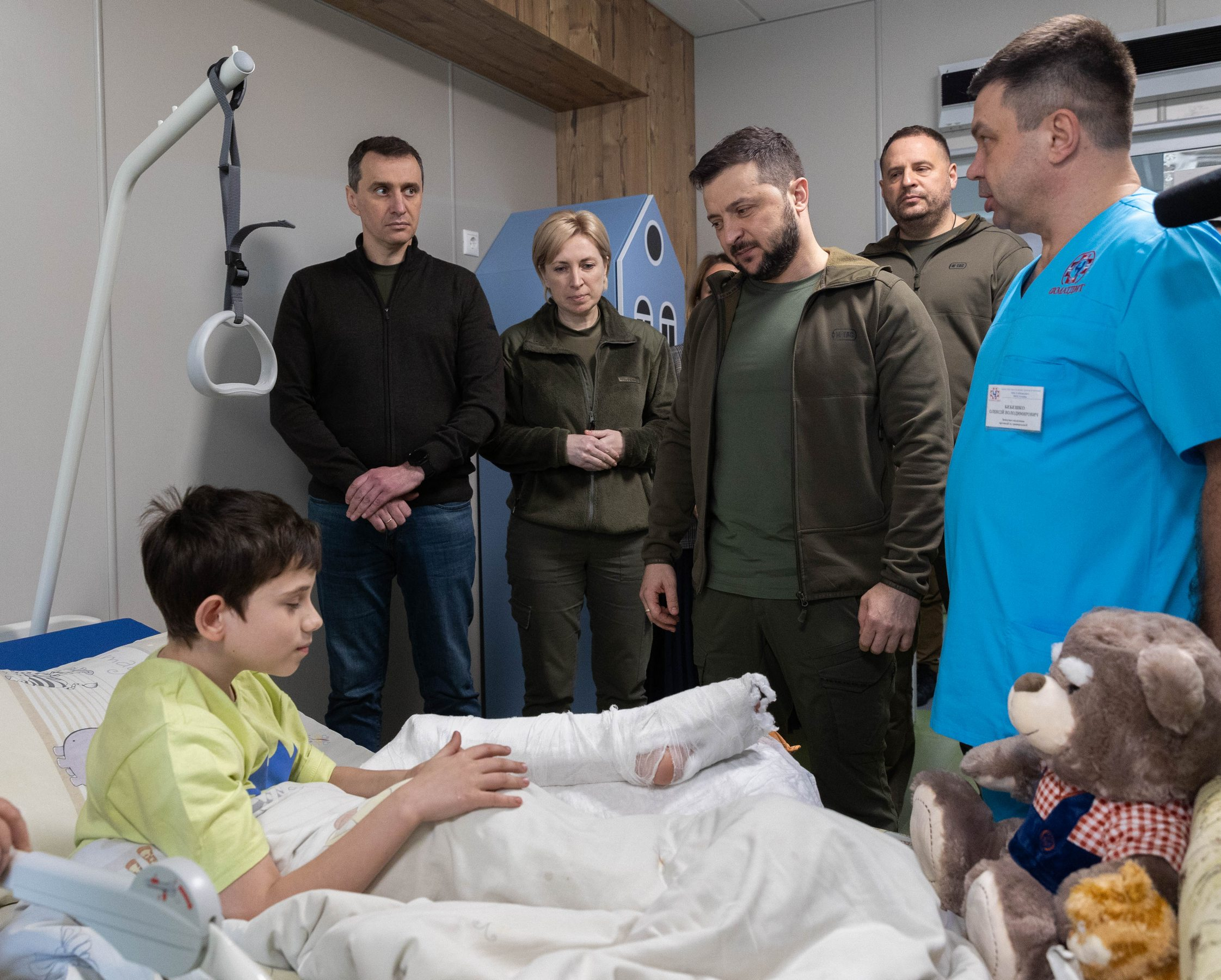
Visite présidentielle de 2022
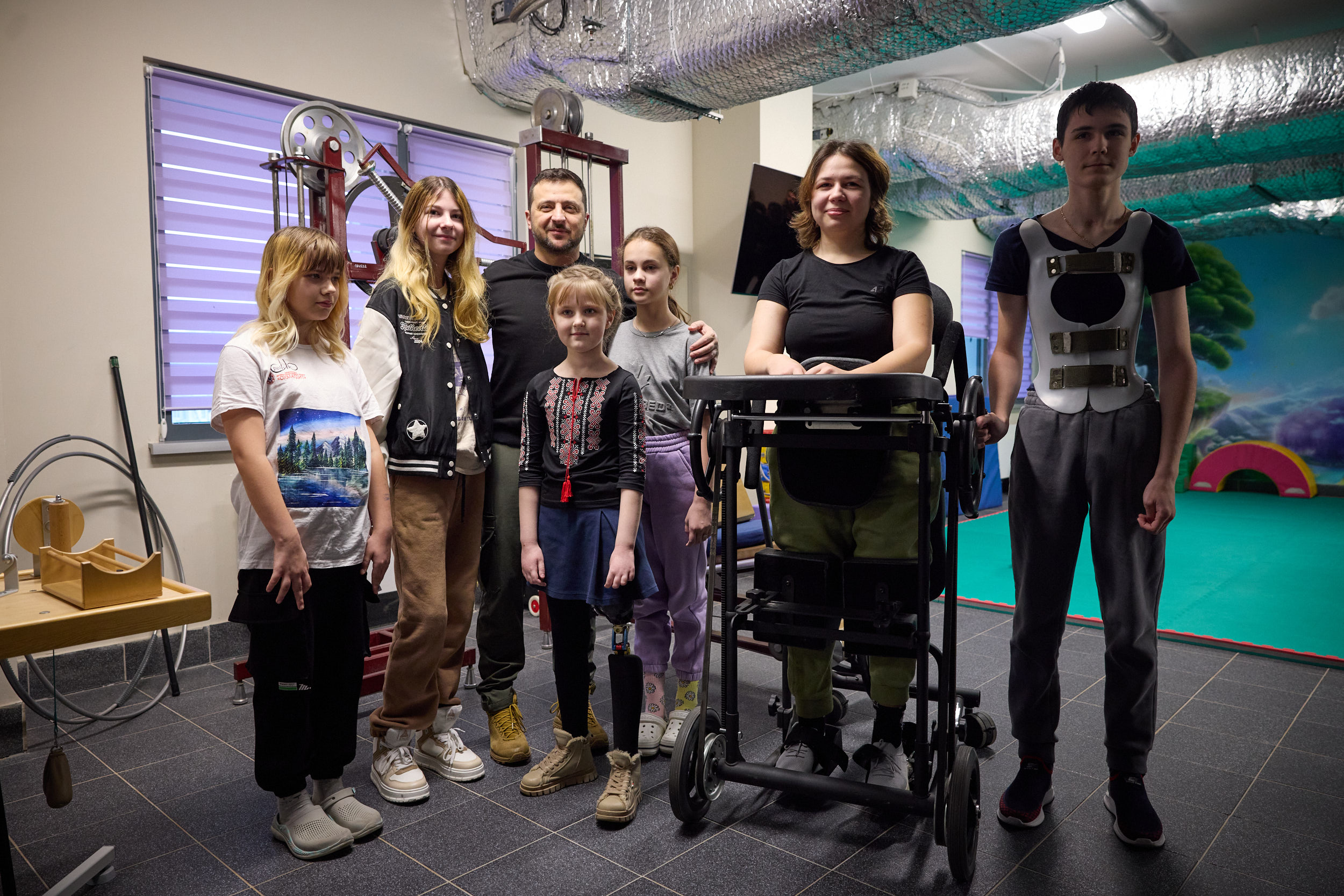
Visite présidentielle de 2023
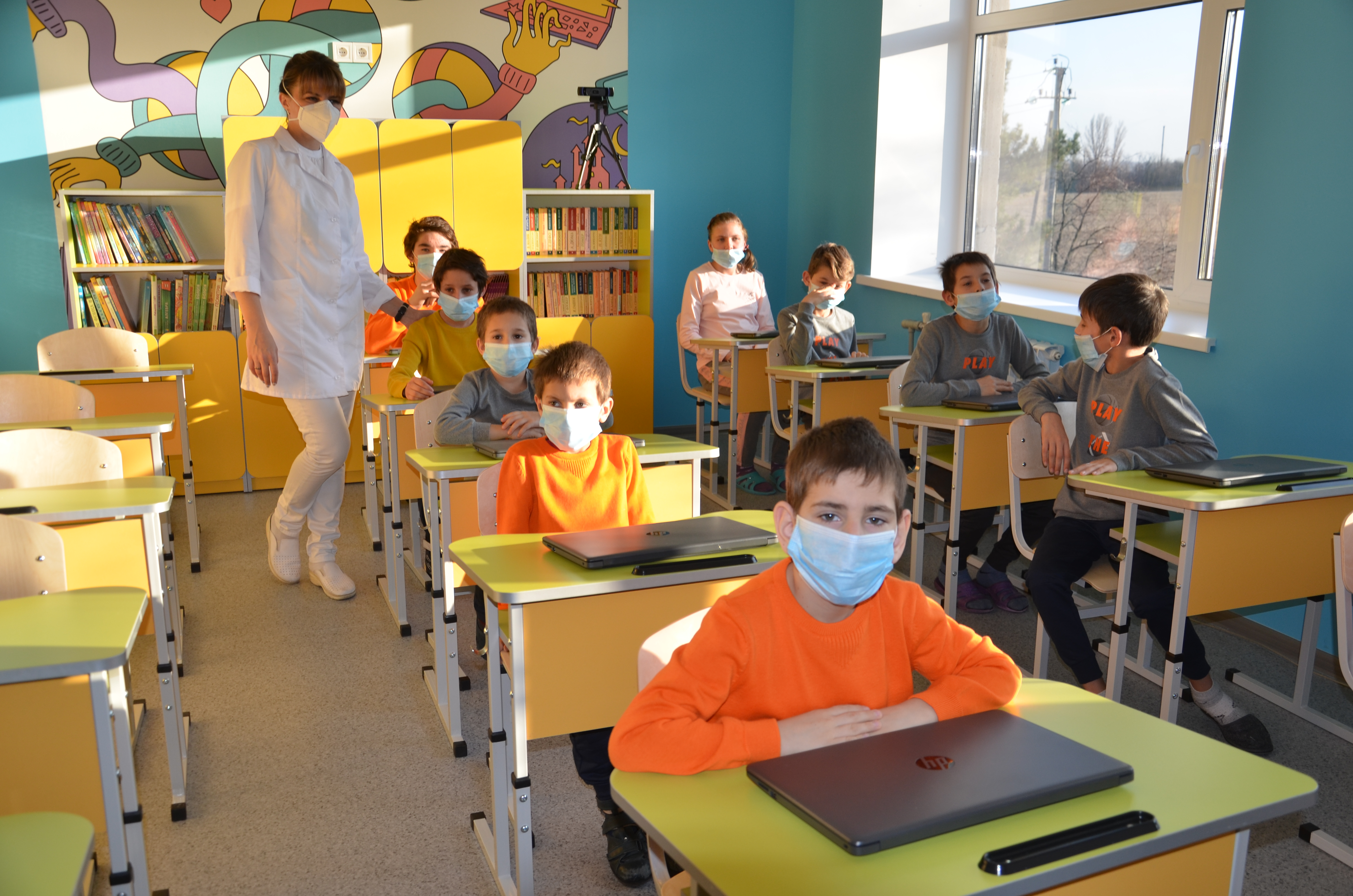
Une de ses salles de classe

Frappé par l'attaque russe du 8 juillet 2024
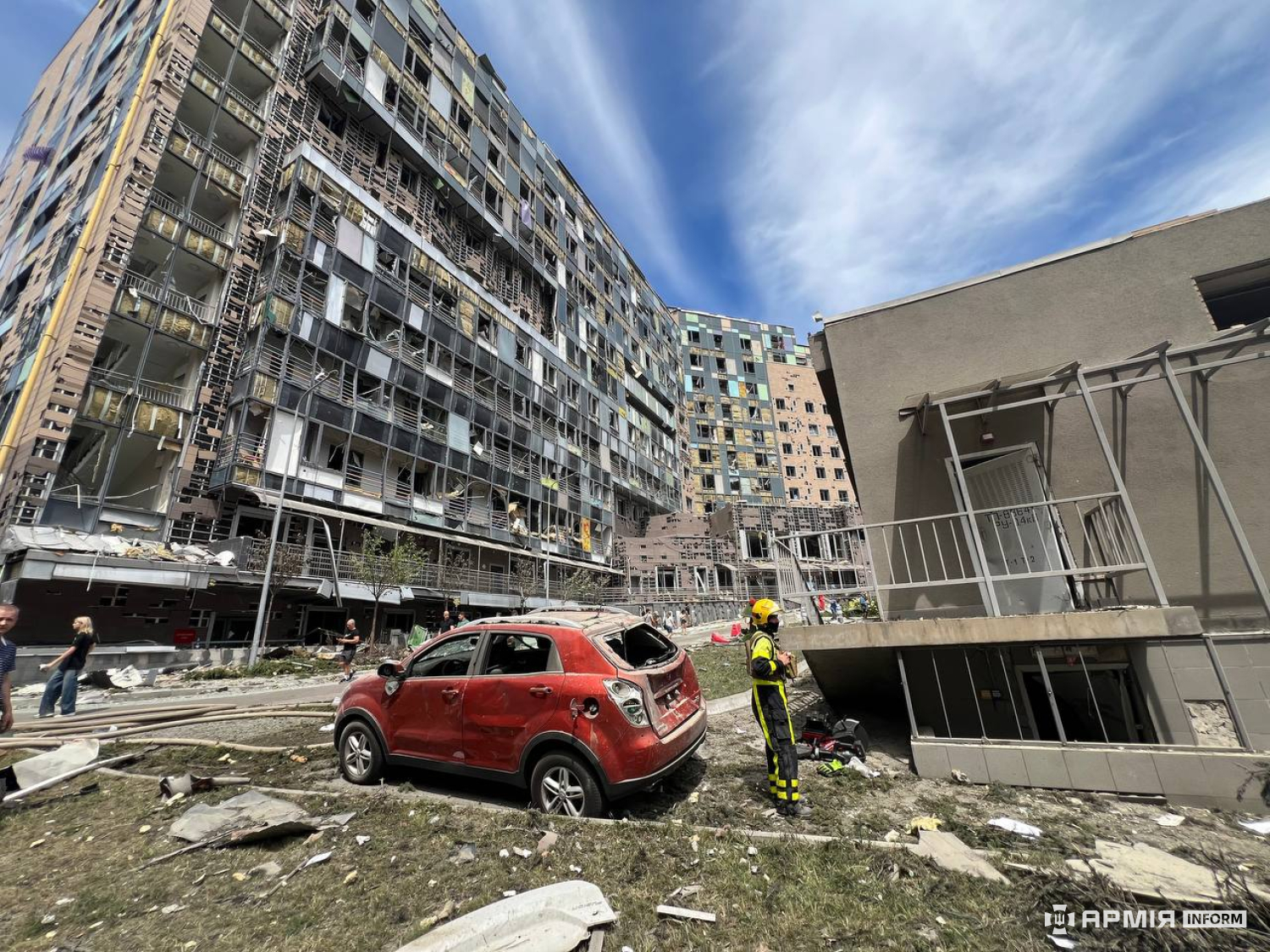
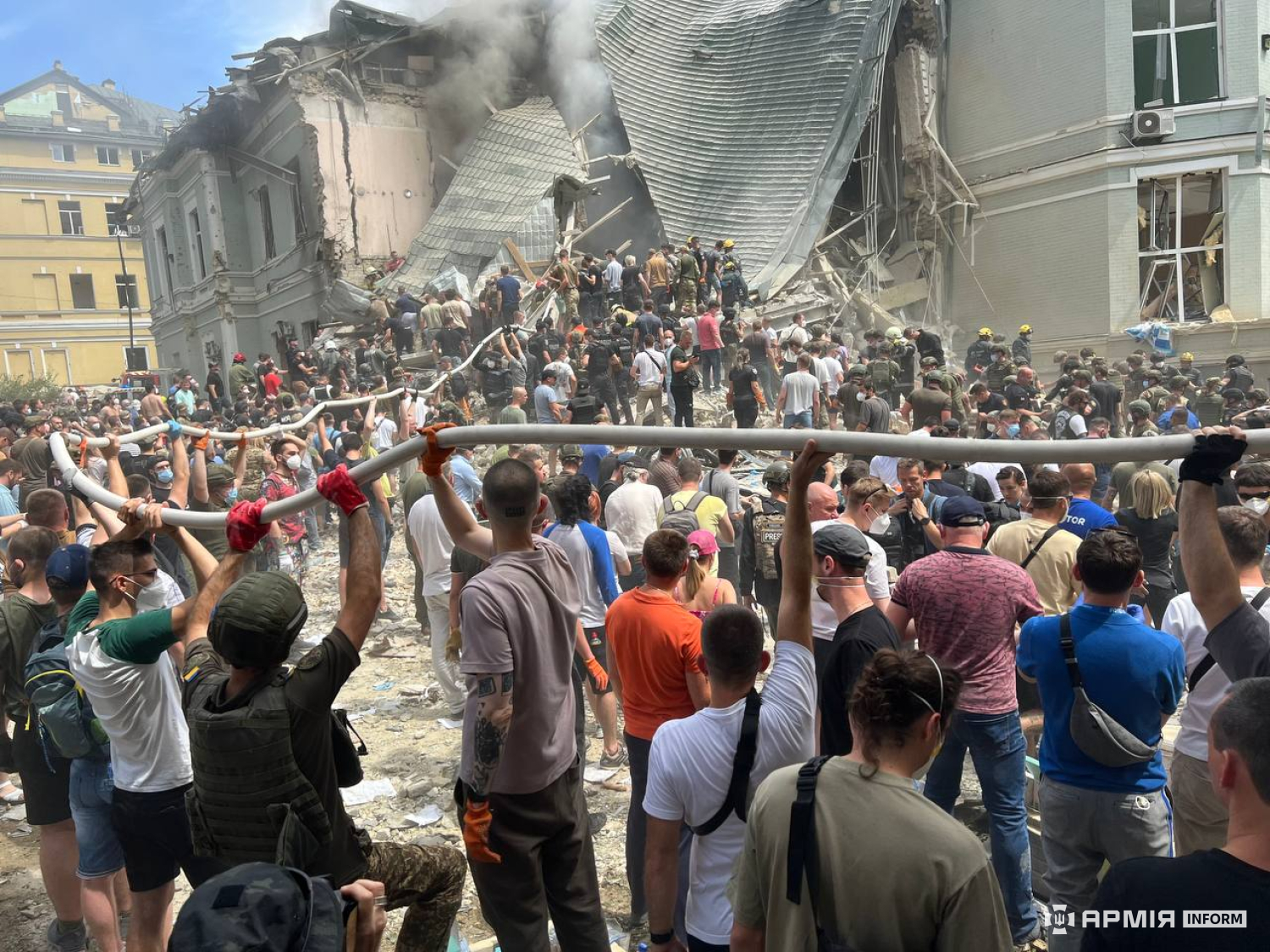